# Аномальный магнитный момент мюона
Анома́льный магни́тный моме́нт мюо́на — отклонение величины магнитного момента мюона от «нормального» значения, предсказываемого квантовомеханическим релятивистским уравнением движения мюона. Обозначается aμ.

## Введение
Ненулевое значение аномального магнитного момента (a) есть следствие взаимодействия частицы с виртуальными частицами — флуктуациями квантовых полей вакуума. Измеряя величину a, можно оценить суммарный вклад всех существующих полей (взаимодействий), в том числе выходящих за пределы Стандартной модели (СМ).
Величина аномального магнитного момента электрона (ae) почти полностью определяется электромагнитными взаимодействиями, тогда как в случае аномального магнитного момента мюона (aμ) доминирование электромагнитного вклада несколько ослаблено. Значительная масса мюона (тяжелее электрона почти в 207 раз) усиливает вклад массивных полей по сравнению с ae приблизительно в 43 000 раз (≈2072), что позволяет «увидеть» проявления полей за рамками КЭД — сильных, слабых, и, возможно, других, ещё не открытых, гипотетических взаимодействий за пределами СМ. Это изначально обусловило большой интерес к измерениям aμ, даже с точностью, значительно уступающей точности измерений ae.
Для поиска Новой физики путём исследования аномальных магнитных моментов частиц теоретически было бы привлекательнее использовать ещё более тяжёлые, чем электроны и мюоны, тау-лептоны, однако их сложнее производить, и они слишком быстро распадаются.
Интерес науки вызывает не сама экспериментально полученная величина аномального магнитного момента мюона (aμexp), а её отличие ({\displaystyle \Delta }aμ) от расчётного (теоретического) значения (aμSM) в рамках СМ: Δaμ = aμexp − aμSM.
На текущее время[какое?] точность расчёта aμ в рамках СМ достигла 0,3—0,4 ppm. Между результатом измерения aμ в эксперименте E821 и его предсказанием в рамках СМ наблюдается разница в 3,5—4 стандартных отклонения (σ). Исходя из сложности эксперимента и расчётов, такой уровень различия пока рано оценивать как надёжный факт проявления Новой физики, однако данный результат вызвал огромный интерес научного сообщества и на текущий момент является наиболее значимым наблюдением расхождения предсказаний Стандартной модели с результатами эксперимента, требующим дальнейшей проверки.

## История
Изучение магнитных моментов элементарных частиц началось с опыта Штерна — Герлаха в 1921 году.
В 1947 году, в ходе измерений сверхтонкой структуры атомных переходов, было установлено, что расщепление уровней немного превышает предсказанное значение, что может указывать на то, что гиромагнитное отношение электрона ge несколько отличается от 2. Измерения показали, что аномальный магнитный момент (представляющий собой безразмерную величину) электрона равен ae = (1,15 ± 0,04)⋅10−3.
Швингер первым установил (1948—1949), что отличие ge от 2 обусловлено радиационными поправками, и вычислил аномальный магнитный момент электрона в первом порядке теории возмущений: ae = 1,16⋅10−3, блестяще совпавший с результатами измерений (в совокупности с вычислением лэмбовского сдвига в 1947 году это стало триумфом квантовой электродинамики).
В статье «Вопрос сохранения чётности в слабых взаимодействиях» (1956) Ли и Янг впервые предсказали возможность измерения аномального магнитного момента мюона.
Первое измерение гиромагнитного отношения мюона (gμ) было проведено в 1957 году на циклотроне Невисской лаборатории (Эрвингтон, США). Имеющаяся точность измерения (gμ = 2,00 ± 0,10) не позволила сделать вывод о величине аномального магнитного момента мюона, но удалось установить, что мюон является точечной частицей (для составной частицы gμ может значительно отличаться от 2), и подтвердилось несохранение чётности при распадах мюонов и пионов.
Более точное измерение на циклотроне Nevis 1960 года (gμ = 2⋅(1,00122 ± 0,00008)) почти с 10 % точностью подтвердило, что aμ ≈ α/(2π), где {\displaystyle \alpha } — постоянная тонкой структуры, то есть мюон является тяжёлым аналогом электрона.
В 1960—1970-х годах в ЦЕРНе было проведено несколько измерений aμ со всё возрастающей точностью:
- Первый эксперимент (CERN I) — достигнута относительная точность 0,4 %; подтверждено предсказание КЭД для aμ с учётом вкладов порядка {\displaystyle \alpha /\pi } и {\displaystyle (\alpha /\pi )^{2}}.
- Второй эксперимент конца 1960-х годов (CERN II) — относительная точность 0,027 %; предсказание КЭД подтверждено до {\displaystyle (\alpha /\pi )^{3}}. Кроме того, впервые аномальный магнитный момент мюона был измерен как для мюона (μ−), так и для антимюона (μ+).
- Третья серия экспериментов 1970-х годов (CERN III) — относительная точность 0,00073 % (7,3 ppm) дала возможность «увидеть» не только вклад КЭД, но и вклад сильных взаимодействий с точностью ~10 %.

Следующим этапом стал проведённый в конце 1990-х — начале 2000-х годов Брукхейвенской национальной лабораторией (BNL) эксперимент E821, точность которого в 14 раз превысила точность эксперимента CERN III.
В настоящее время в лаборатории им. Энрико Ферми идёт эксперимент Muon g-2 (E989) с использованием магнита эксперимента E821, который, по замыслу организаторов, должен повысить точность значения в 4 раза, до 0,14 ppm. Сбор данных начался в марте 2018 года, окончание ожидается в сентябре 2022 года. В 2021 году Фермилаб объявила первые результаты измерения g-фактора аномального магнитного момента мюона, полученные в ходе первого сеанса работы эксперимента Muon g−2, имеющие статистически значимое расхождение 3,3 стандартных отклонения с предсказаниями Стандартной модели. Эта аномалия является сильным свидетельством существования пятого фундаментального взаимодействия. В ходе следующих сеансов работы эксперимента статистическая точность отклонения результатов от предсказаний Стандартной модели будет увеличиваться и, весьма вероятно, скоро достигнет планки, достаточной для официального открытия Новой физики.
В будущем также планируется провести ещё более точный эксперимент по измерению аномального магнитного момента мюона E34 в J-PARC, начало сбора данных было запланировано на 2024 год.

#### Таблица
| Эксперимент | Год              | Полярность мюонов | aμ                  | Точность (ppm) | Примечания и ссылки              |
| ----------- | ---------------- | ----------------- | ------------------- | -------------- | -------------------------------- |
| CERN I      | 1961             | μ+                | 0,001145(22)        | 4300           |                                  |
| CERN II     | 1962—1968        | μ+                | 0,00116616(31)      | 270            |                                  |
| CERN III    | 1974—1976        | μ+                | 0,001165910(11)     | 10             |                                  |
| CERN III    | 1975—1976        | μ−                | 0,001165936(12)     | 10             |                                  |
| BNL (E821)  | 1997             | μ+                | 0,001165925(15)     | 13             |                                  |
| BNL (E821)  | 1998             | μ+                | 0,0011659191(59)    | 5              |                                  |
| BNL (E821)  | 1999             | μ+                | 0,0011659202(15)    | 1,3            |                                  |
| BNL (E821)  | 2000             | μ+                | 0,0011659204(9)     | 0,73           |                                  |
| BNL (E821)  | 2001             | μ−                | 0,0011659214(9)     | 0,72           |                                  |
| Muon g-2    | 2021 (2018—2021) | μ+                | 0,00116592061(41)   | 0,35           | Результаты первого сеанса работы |
| Muon g-2    | 2023 (2018—2023) | μ+                | 0,00116592059(22)   | 0,19           | Результаты второго сеанса работы |
| Muon g-2    | 2025 (2018—2023) | μ+                | 0,001165920705(114) | 0,127          | Финальные результаты             |

## Значение

### Теория
В июне 2020 года международная группа «Инициатива по теории мюона g−2» (Muon g−2 Theory Initiative) в составе более 130 учёных из 20 стран, представляющих около 80 исследовательских учреждений, опубликовала статью «Аномальный магнитный момент мюона в Стандартной модели», в котором сообщила наиболее точное по состоянию на настоящее время (2021) расчётное (теоретическое) значение аномального магнитного момента мюона:
aμSM = 116591810(43)×10−11.
В 2021 году в журнале Nature была опубликована статья теоретической группы, использовавшей численный расчёт на суперкомпьютерах с помощью метода квантовой хромодинамики на решётке, показавший результат, который ближе к экспериментальному, чем к консенсусному теоретическому значению 2020 года.

### Экспериментальные данные
Наиболее точным (до публикации ещё более точных результатов эксперимента Muon g-2а, которые можно посмотреть в таблице выше) являлось измерение аномального магнитного момента мюона, полученное в ходе эксперимента E821, проведённого Брукхейвенской национальной лабораторией в 2006 году — в постоянном внешнем магнитном поле изучалась прецессия мюона и антимюона, циркулировавших в ограничивающем накопительном кольце. Согласно полученным данным, аномальная часть магнитного момента мюона составляет
aμexp {\displaystyle ={\frac {g-2}{2}}=0{,}00116592080(54)(33),}
где (54) и (33) — размеры статистической и систематической погрешностей соответственно.
Анализ статистики позволил измерить aμ независимо для μ− и μ+ с точностью 0,7 ppm. Данные результаты хорошо согласовались между собой, подтверждая CPT-инвариантность. Путём объединения результатов для μ− и μ+ был получен окончательный результат с точностью 0,54 ppm.